# Weltzeituhr zu Münster
Die Weltzeituhr zu Münster in Westfalen ist eine Außenuhr mit Glockenspiel und ein Baudenkmal an der Rothenburg 12.

## Geschichte

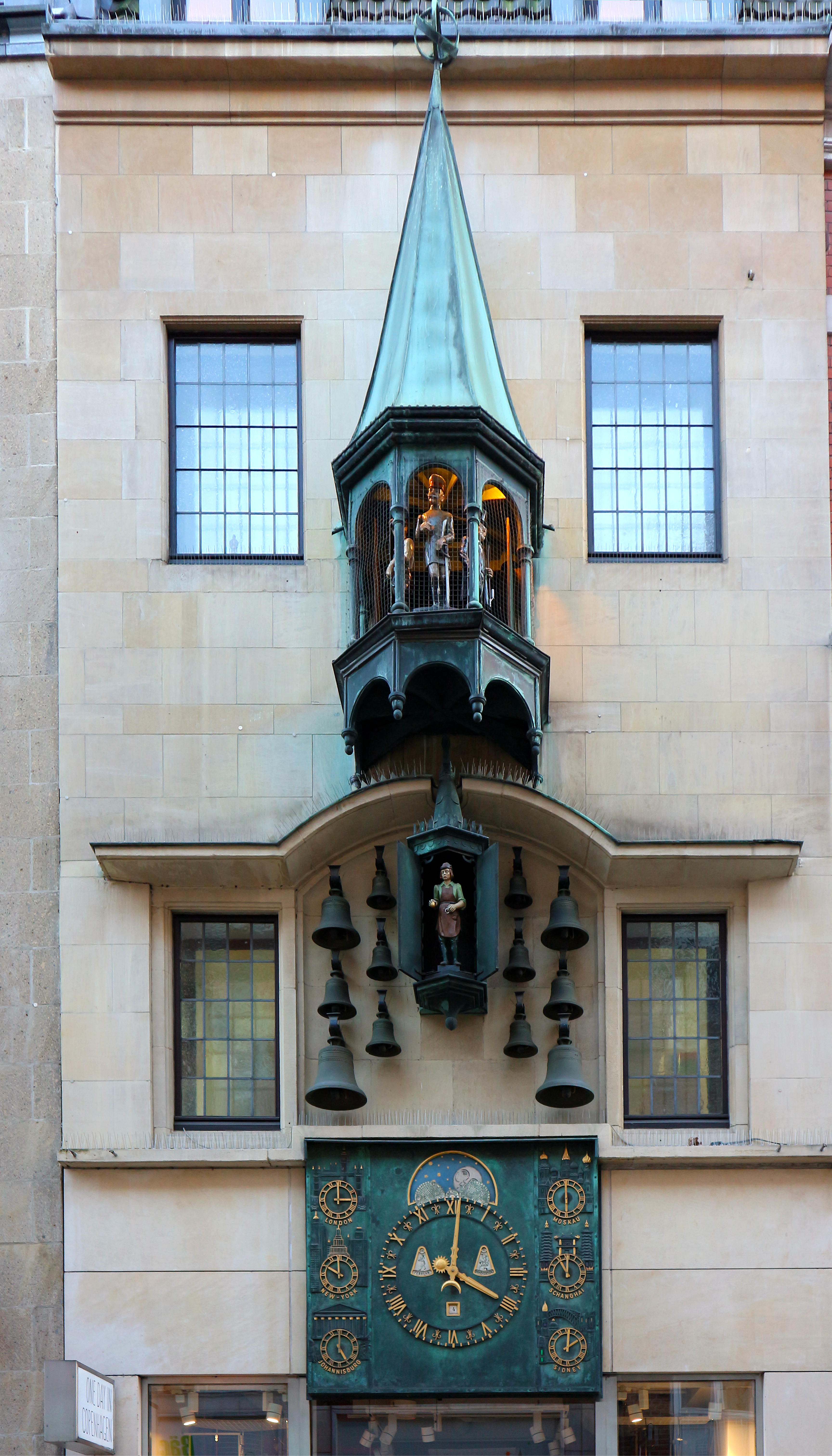
Weltzeituhr in Münster an der Rothenburg

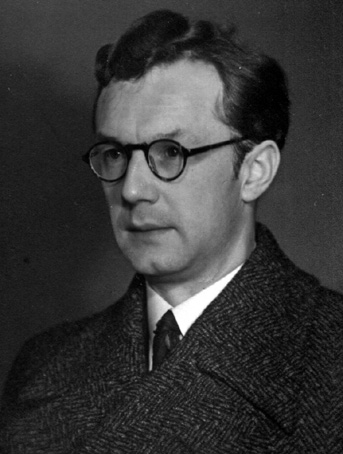
Wilhelm Nonhoff sen.

Die Errichtung der Münsteraner Weltzeituhr an der Rothenburg geht auf die Initiative des Uhrmachermeisters Wilhelm Nonhoff zurück.

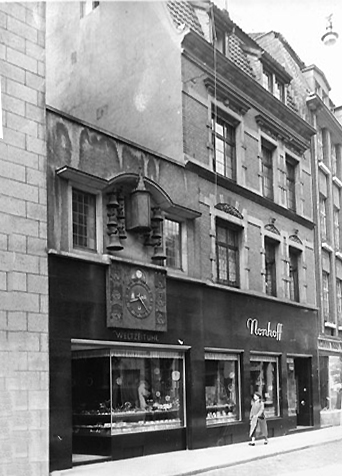
Weltzeituhr in Münster, ca. 1952

Bei dem Wiederaufbau nach dem Zweiten Weltkrieg wollte er endlich die mehr als zwanzig Jahre alte Idee realisieren, an der Fassade seines Geschäftshauses eine große Außenuhr zu installieren.
Für die Umsetzung konnte Wilhelm Nonhoff Heinrich Benteler (1892–1975), einen der führenden Architekten der Nachkriegsära in Westfalen, gewinnen. Seine traditionalistischen Bauten prägen bis heute die Münsteraner „Altstadt“.

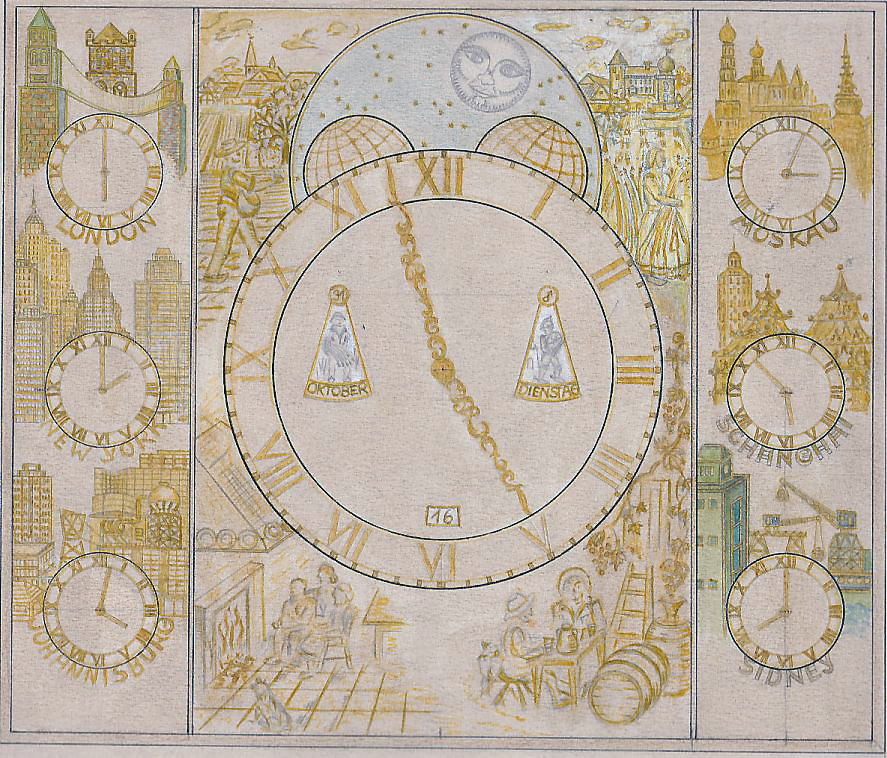
Zeichnung: Zifferblatt der Weltzeituhr, ca. 1948

Die äußere Gestaltung der Uhr lag überwiegend in den Händen dieses Architekten, während die Funktionen und die Mechanik auf Wilhelm Nonhoff zurückgehen. Mit der Ausführung wurde schließlich die renommierte Turmuhrenfabrik Korfhage & Söhne aus Melle bei Osnabrück betraut. Benteler konnte in seiner Planung auf berühmte Vorbilder zurückgreifen. Er hatte wahrscheinlich die Uhren am Altstädter Rathaus in Prag und am Rathaus in Olmütz im Kopf, vor allem aber die Astronomische Uhr im Münsteraner Dom vor Augen. Deutlich sind die Parallelen in der Anordnung der Funktionen. Die Nonhoff’sche Uhr ist darüber hinaus wie ein Dreiflügelaltar aufgebaut, mit der Glockennische als Zitat der Spätgotik.
Knapp ein Jahr nach Planungsbeginn konnte Wilhelm Nonhoff Ende 1950 folgende Einladung verschicken: „Am Sonntag, den 26. November, um 11 Uhr vormittags findet in meinem Geschäftshause auf der Rothenburg eine kleine Feierstunde statt. An diesem Tage wird die Weltzeituhranlage mit all ihren Funktionen der geschätzten Öffentlichkeit übergeben. Ich gebe mir die Ehre, Sie hierzu ergebenst einzuladen.“
Die Einweihung wurde zu einem großen gesellschaftlichen Ereignis. Doch hinter den Kulissen verlief dieser Tag etwas weniger feierlich. Am Morgen der Einweihung hatte Wilhelm Nonhoff festgestellt, dass die Impulse der Mutteruhr nicht in die 1. Etage übertragen wurden, die Zeiger der Weltzeituhr sich also nicht rührten. Eine riesengroße Blamage stand zu befürchten. Hektische Anrufe bei Korfhage versprachen keine rechtzeitige Abhilfe mehr, und so griff man zu einem kleinen Schwindel: Ein Lehrling musste sich in das Gehäuse zwängen und die Zeiger der allseits bestaunten Weltzeituhr im Minutentakt von Hand bewegen.
Nun ruhte das Projekt elf Jahre lang. Zwar wurden immer mal wieder Überlegungen zu einer Erweiterung der Uhr angestellt, doch erst 1961 ging es weiter. Nach der Rückkehr des Sohnes Wilhelm Nonhoff jun. aus den USA reichte der bisherige Wohnraum nicht mehr aus. Nun sollte das Haus Rothenburg 12, das bislang nur bis zur ersten Etage reichte, bis auf die Höhe der Nachbarhäuser aufgestockt werden.
Wieder war es Heinrich Benteler, der mit den Planungen von Haus und Uhr beauftragt wurde. Die drei bisherigen Bestandteile der Weltzeituhr – Haupt- und Nebenuhren, das Glockenspiel und die Figur Peter Henleins – sollten um einen stadtgeschichtlichen Bezug erweitert werden. Dazu schlug der Architekt ein neues Turmhäuschen mit weiteren Figuren vor.
Im Dezember 1962, als der Neubau fast fertig war und der Turm des oberen Figurenspiels seine ersten Verankerungen in der Fassade erhielt, erlag Wilhelm Nonhoff sen. einem Herzinfarkt. Sein Sohn und seine Schwiegertochter, Wilhelm und Rosmarie Nonhoff, vollendeten die Weltzeituhr im Juni 1963.

## Beschreibung

### Weltzeituhr i.e.S.
Zentrum der äußeren Anlage ist die große gewalzte Bronzeplatte, auf der die verschiedenen Zeitmessinstrumente zusammengefasst sind. In der Mitte befindet sich die Normaluhr mit römischen Ziffern. Mondsichel und Sonne gleichen das Gewicht der schwer vergoldeten Zeiger aus.
Die Hauptuhr ist von insgesamt zehn weiteren Zeitanzeigen umgeben: Ganz oben sieht man die azurblaue Mondscheibe, die sowohl die Stellung des Mondes im Monatslauf als auch einige Sternbilder wiedergibt. In sie eingefügt sind die beiden Erdhalbkugeln. Sie bilden die Konturen der fünf Erdteile ab und sind vom Netz der Längen- und Breitengrade überspannt.

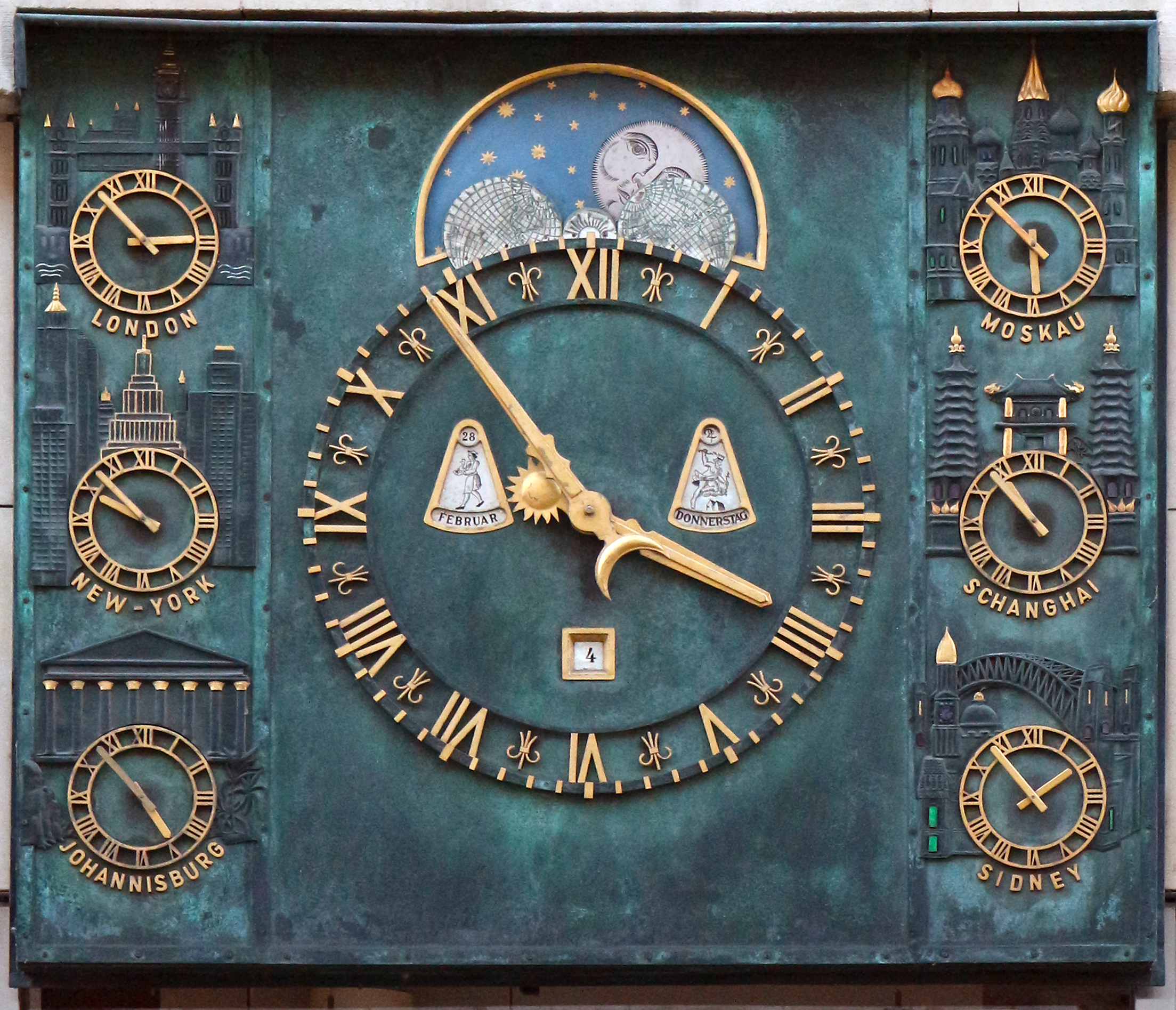
Die sieben Zifferblätter der Weltzeituhr

Im Ziffernkranz der Normaluhr befinden sich drei weitere Anzeigen. Links die Monatsscheibe: Sie besteht aus drei Abschnitten, die zunächst die Anzahl der Tage eines Monats, dann ein Monatssymbol entsprechend der Jahreszeit und schließlich den Monatsnamen selbst zeigen. Das Feld rechts neben der Zeigerwelle ist der Tagesanzeige vorbehalten. Hier symbolisieren verschiedene Gottheiten der klassischen Mythologie den jeweiligen Wochentag. Das Datum ist in der Mitte zwischen diesen beiden Scheiben abzulesen.
Links und rechts neben der Normaluhr zeigen sechs kleinere Nebenuhren eine Auswahl verschiedener Erdzeiten. Sie werden durch jeweils eine Stadt mit ihren charakteristischen Bauwerken repräsentiert. Nach langwierigen Materialversuchen wurden die Reliefs aus reinem Kupfer getrieben, die Türme, Zinnen und die restliche Ornamentik zusätzlich mit einer feinen Goldauflage versehen. Dazu kommen Feinsilber- und leuchtend bunte Emaille-Füllungen, die den Darstellungen besondere Akzente verleihen.
Das erste Bild oben rechts zeigt die Silhouette der Moskauer Basilius-Kathedrale mit ihren Zwiebeltürmen und dem massiven Hauptturm. Gleich darunter flankieren zwei Pagoden ein Torhäuschen, das altchinesischen Kunstbauten nachgebildet ist. Lotosblätter, der chinesische Drache, die in Filigransilber gefasste Sonne und der am Horizont angedeutete Gebirgszug veranschaulichen, dass hier die Ortszeit von Schanghai abzulesen ist. Das letzte Bild unten rechts lässt schließlich Sydneys Hafenbrücken mit den Silhouetten des Rathauses und des damaligen Parlaments erkennen.
Oben links kann man leicht die Tower Bridge in London identifizieren. Im Hintergrund ist „Big Ben“, der Turm des Parlamentsgebäudes wiedergegeben, dessen Westminster Glockenschlag auch von der Weltzeituhr in Münster ertönt. Durch eine Auflage von Feinsilberdrähten ist es gelungen, „Big Ben“ besonders hervortreten zu lassen. Feinste Ziselierarbeiten enthält außerdem die Nachbildung seiner Turmuhr, deren Uhrblatt in Feingold und Zifferblatt in Feinsilber eingelegt sind, während die Uhrzahlen in Turmalin-Emaille gebrannt wurden.
Wolkenkratzer rechts und links und in der Mitte das Empire State Building: das ist New York. Um die Höhe der Monumentalbauten sinnfällig erscheinen zu lassen, wurde eine besondere Treibetechnik angewandt, mit der das Material im Wechsel nach außen und innen geschlagen wird. Außerdem sind die Hochhausspitzen, wie bei der Tower Bridge oder der Basilius-Kathedrale, leuchtend vergoldet.
Die letzte Nebenuhr unten links ist vom Portal der Johannesburger Universität beherrscht, dem Säulenkapitelle aus Feingold eingefügt sind. Zu erkennen sind die drei markanten Gebirgszüge des Kaps der Guten Hoffnung. Die exotische Palmengruppe weist auf die Zugehörigkeit zum afrikanischen Kontinent hin.

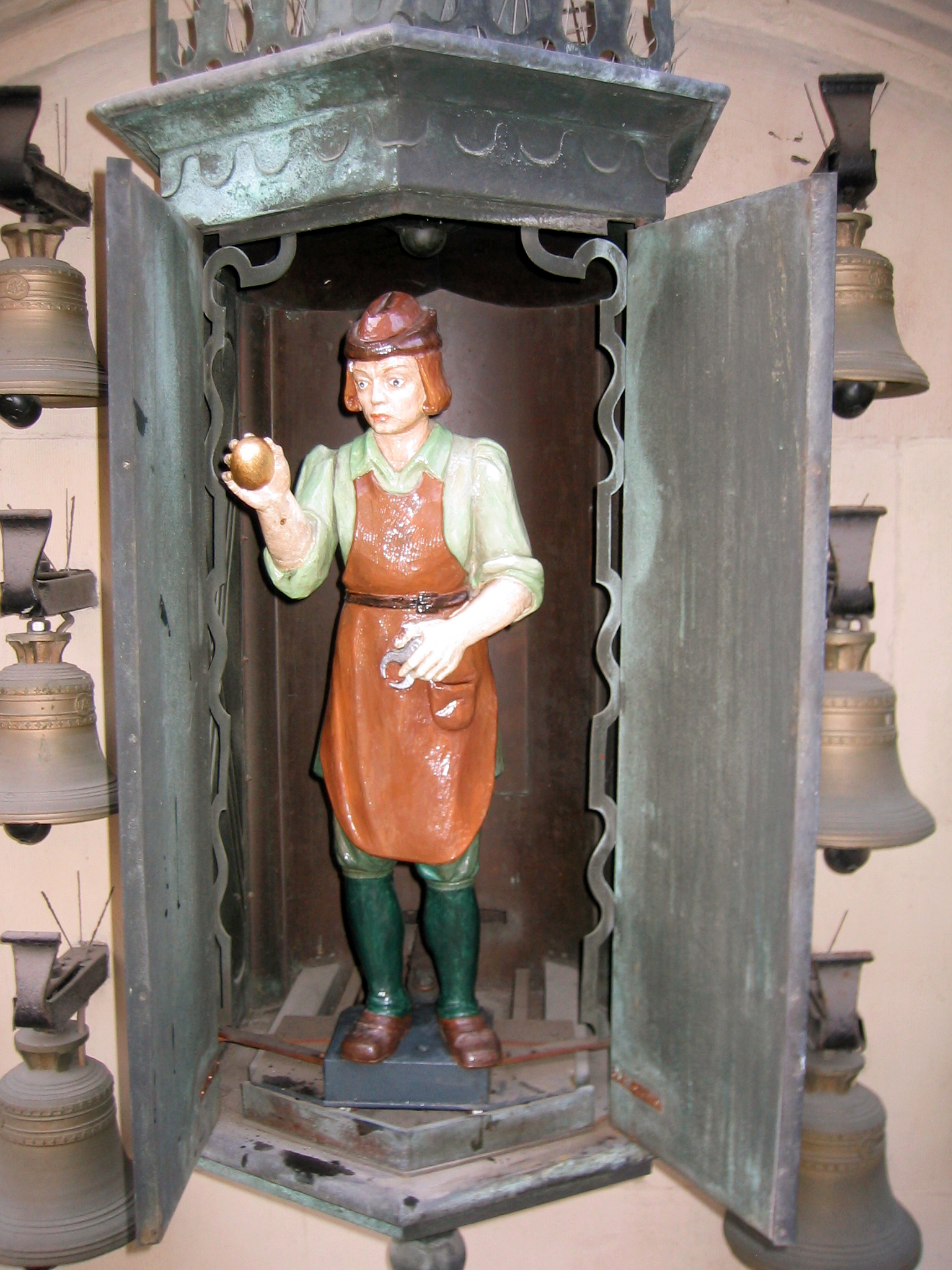
Peter Henlein mit dem Nürnberger Ei

Über der eigentlichen Weltzeituhr sind zwölf Bronzeglocken aufgehängt. Fünf Mal am Tag – um 12:00, 16:00, 17:00, 18:00 und 19:00 Uhr – ertönen zunächst der Westminsterschlag und dann die jeweiligen Stundenschläge. Danach erklingt jahreszeitlich wechselnd eine volkstümliche Melodie.
Während die Glocken spielen, öffnet sich das Gehäuse in ihrer Mitte. Ein Mann in altertümlicher Tracht tritt heraus, erhebt die Hand und hält dem Betrachter einen runden Gegenstand entgegen. Es handelt sich um den Nürnberger Schlossermeister Peter Henlein (gestorben 1542) mit einer für ihn typischen Hals- oder Sackuhr. Obwohl die historische Forschung seinen Anspruch als Erfinder der ersten tragbaren Uhr mittlerweile bestreitet, gilt Henlein dennoch als ein Pionier der Feinmechanik. Er begründete Nürnbergs Ruf als europäisches Zentrum für die Fertigung von komplizierten Triebwerken und wissenschaftlichen Instrumenten. Wenige seiner Werke aus der Renaissance sind erhalten geblieben (darunter das sog. „Nürnberger Ei“ im Germanischen Nationalmuseum), doch sein Name steht bis heute für die ganze Uhrmacherzunft schlechthin. Geschaffen wurde die Eichenholzfigur von dem bekannten Münsteraner Bildhauer Albert Mazzotti sen. (1882–1951).

### Oberer Figurenlauf

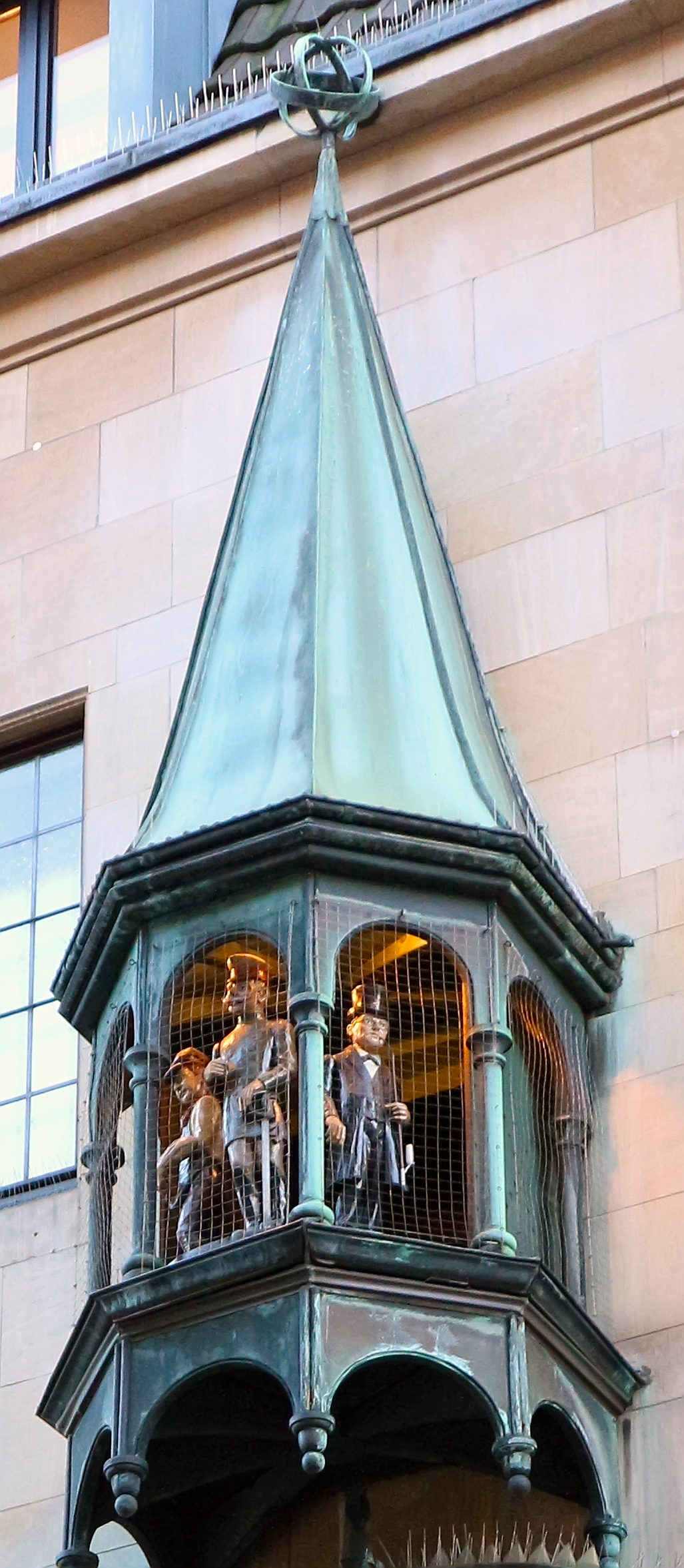
Figurenumlauf im Erkerhaus

Das obere Drittel der Fassade wird bestimmt von dem steil emporstrebenden Erkerhaus. Hinter seinen Arkaden erscheinen drei Figuren (Entwurf: Josef Honig, Ausführung: Helmuth Gebhardt), die heute nicht mehr so leicht zu erkennen sind. Es handelt sich um westfälische Originale des 19. Jahrhunderts: (von links nach rechts) Franz Essink, den Tollen Bomberg und Prof. Landois.
Hermann Landois (1835–1905) war nicht nur ein prominenter Spaßvogel und volkstümlicher Schriftsteller, sondern auch ein anerkannter Wissenschaftler. Geboren auf der Rothenburg 33, kam er über das Studium der Theologie zur Zoologie.
Während seiner Studentenzeit wohnte Landois vorübergehend bei seinem Großonkel Franz Essing (1801–1871) auf der Rothenburg 41/42. Landois hat seinen Onkel literarisch verarbeitet und zu einer stehenden Figur für die gesellschaftlichen Verhältnisse Münsters im 19. Jahrhundert geformt.
Noch berühmter, weil noch ausschweifender, war wohl der Tolle Bomberg (1839–1897), der eigentlich Gisbert Freiherr von Romberg hieß und aus altem westfälischem Adel stammte. Der Baron hielt die Münsteraner mit seinen wüsten Gelagen und bösen Streichen in Atem. So ist zum Beispiel eine Anekdote überliefert, dass Bomberg hoch zu Ross in sein Stammlokal und dort über die gedeckte Tafel geritten sein soll – zum Entsetzen der anwesenden Gäste.

## Baudenkmal
Im Jahre 1988 wurden das Haus und die Weltzeituhr unter Denkmalschutz gestellt.

## Renovierungen und Technik

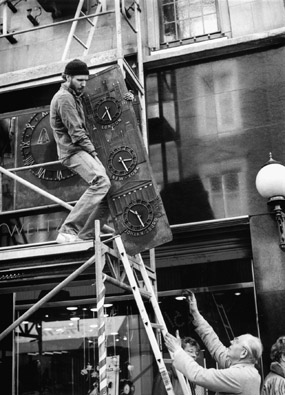
Renovierung der Weltzeituhr 1988

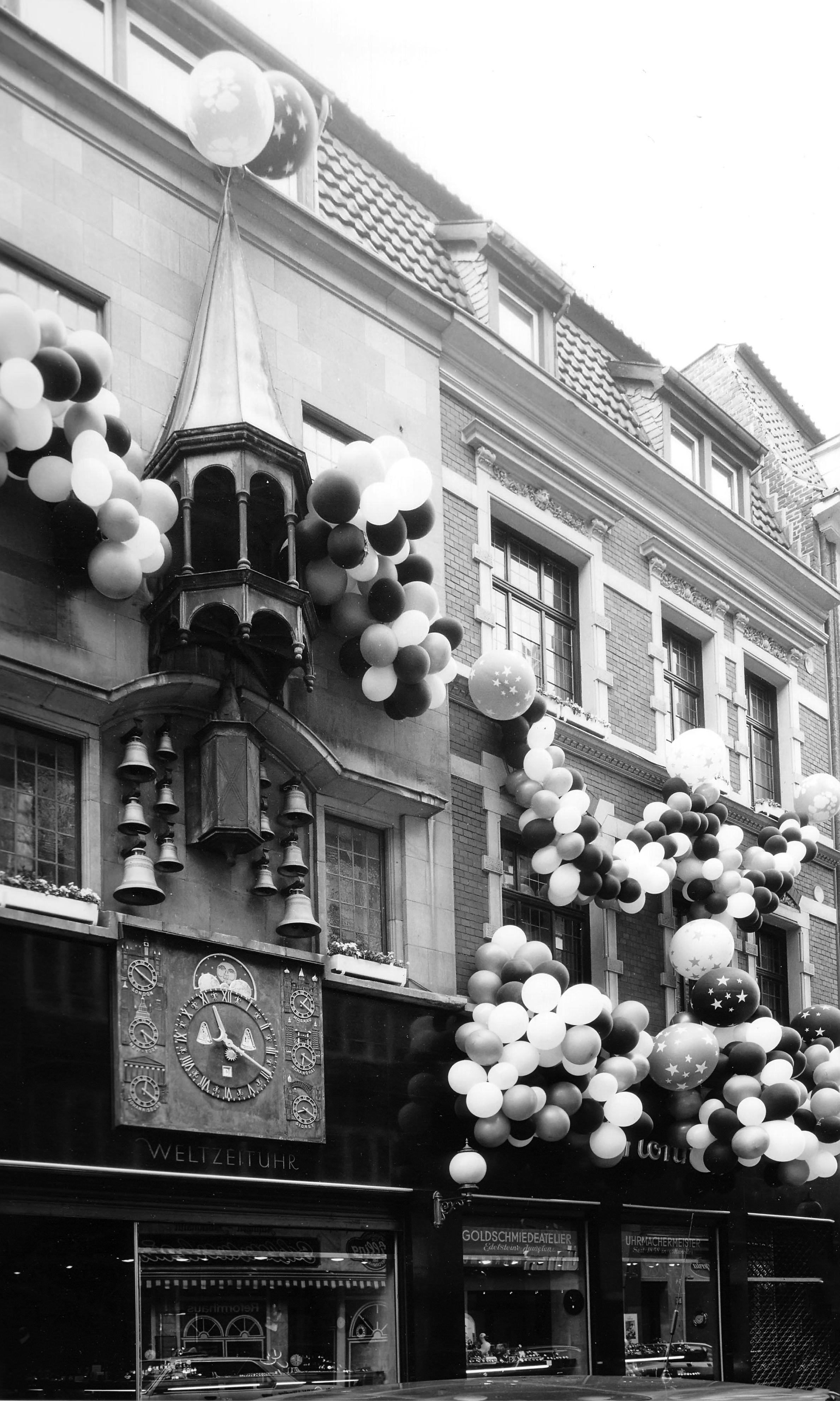
Jubiläum der Weltzeituhr 1988

1988 mussten das unansehnlich gewordene große Zifferblatt ebenso wie die Glocken ganz abgenommen, die Figuren aus ihren Halterungen gelöst und die Mechanik vollständig demontiert werden, um die gesamte Anlage zu überholen.

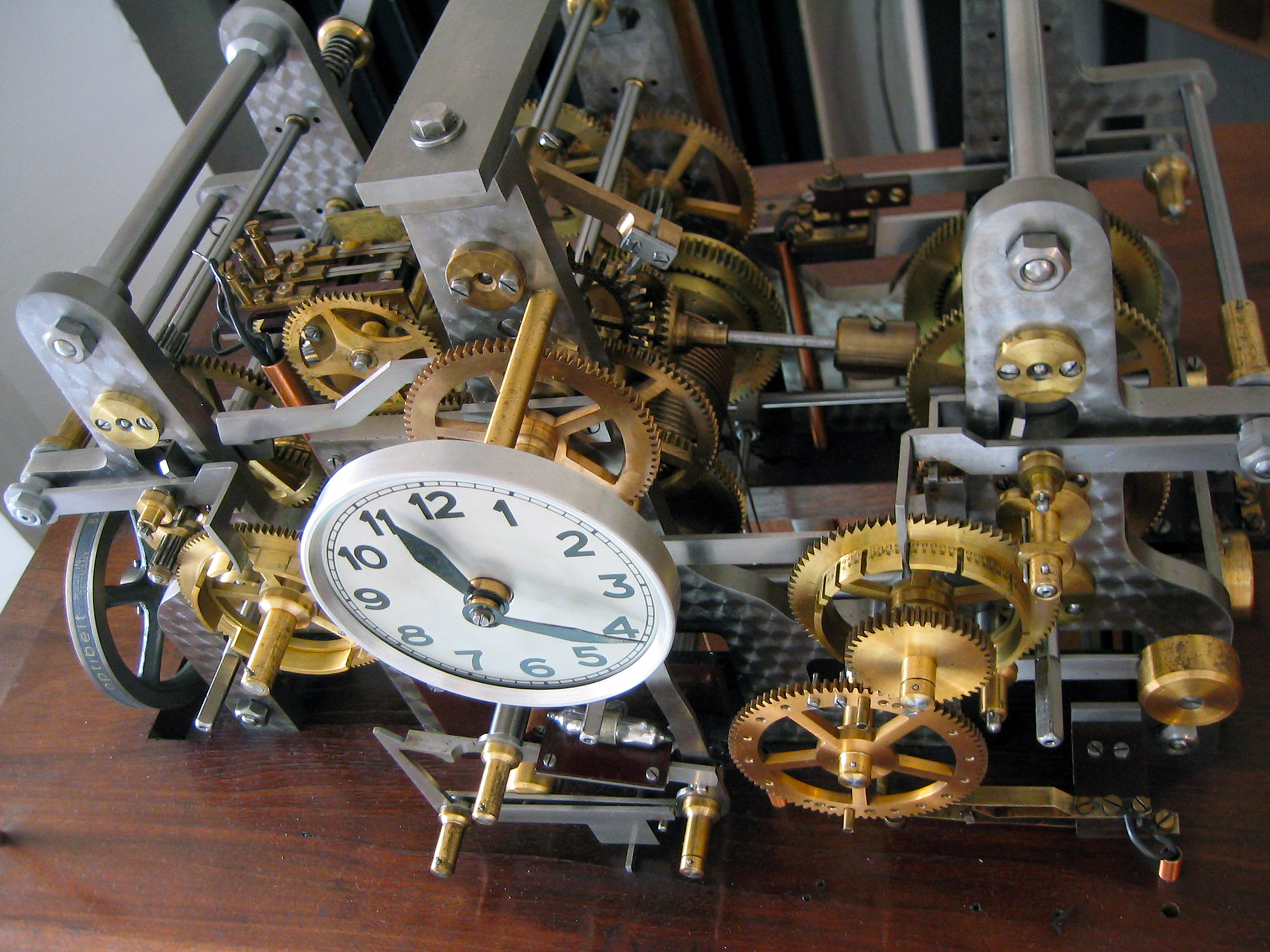
Mutteruhr

Das von 1950 bis 1999 eingesetzte Turmuhrenwerk mit Graham-Hemmung beruhte auf Vorbildern der zwanziger Jahre, als der Höhepunkt mechanischer Großuhrwerke erreicht war. Jede Minute sandte das Gehwerk dieser sog. Mutteruhr einen elektrischen Impuls zum Nebenuhrenwerk hinter dem großen Weltzeituhrzifferblatt an der Fassade.

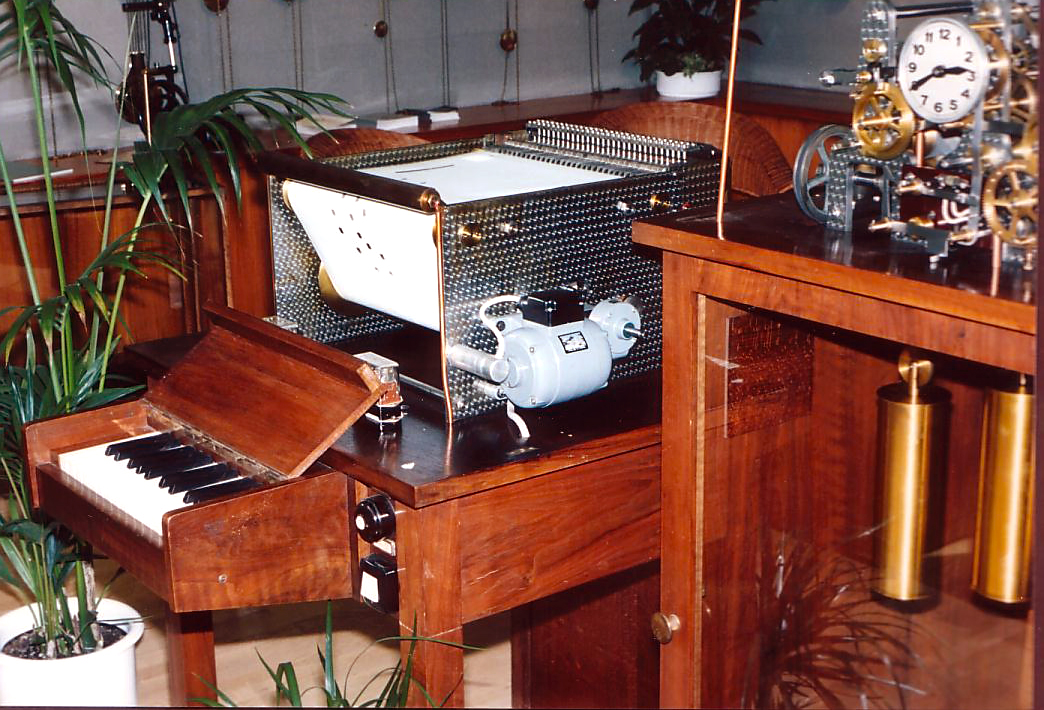
Spieltisch der Weltzeituhr

Die Lieder der Weltzeituhr befanden sich auf gelochten Pergamentrollen, die je nach Jahreszeit ausgetauscht wurden. Zu bestimmten Uhrzeiten gab die Mutteruhr das Spielwerk frei, die Walzen setzten sich in Bewegung und rollten die Schablonen ab. 30 Tasthebel übersetzten dann die Löcher in Noten und Glockenschläge.
2001 wurde der zweite Bauabschnitt der Ladenmodernisierung abgeschlossen. Aufgrund des hohen Wartungsaufwandes und der Abnutzung der alten Papierwalzen des Glockenspielwerks mussten Uhr- und Spielwerk durch eine digitale Steuerung ersetzt werden. Die Zeitimpulse für das (nach wie vor mechanische) Zahnradgetriebe hinter dem Ziffernblatt der Weltzeituhr kommen seither über Funk von der Atomuhr der Physikalisch-Technischen Bundesanstalt.
2014 fiel das obere Figurenlaufwerk aus und musste einstweilen stillgelegt werden. Einzelne Glocken wurden nicht mehr angeschlagen. Durch eine Großbaustelle in der Nachbarschaft war die ganze Anlage stark verschmutzt worden. Der Klang des Glockenspiels wurde zunehmend zu einem Ärgernis der Nachbarschaft.
Mit finanzieller Unterstützung des Münsteraner „Verfügungsfonds“ konnte 2015/16 eine groß angelegte Renovierungskampagne durchgeführt werden: Die Computer-Steuerung wurde auf den neuesten Stand gebracht, alle mechanischen Teile und die Glockenhämmer wurden überprüft und teilweise erneuert, die Zifferblätter gereinigt und die Zeiger neu vergoldet, die Taubenabwehr wo nötig ergänzt oder ausgebessert und die Figurenschlitten repariert.
Als besondere Herausforderung stellte sich das obere Figuren-Trio heraus. Im Gegensatz zur unteren Figur des Peter Henlein sind sie nicht aus Holz, sondern aus einer Art festem Schaumstoff – allerdings ein Schaumstoff des Jahres 1962. Dementsprechend drohten sie jetzt regelrecht zu zerbröseln. Der Gedanke, sie durch Neuanfertigungen zu ersetzen, wurde aus Kostengründen und wegen Bedenken des Denkmalschutzes wieder aufgegeben. Schließlich konnten sie mit Hilfe eines Modellbauers runderneuert werden und erstrahlen wieder in altem Glanz.